# Pontus Gustafsson
Pontus Karl Fredrik Gustafsson (nacido el 15 de agosto de 1955 en Estocolmo) es un actor sueco. Empezó su carrera en 1967, cuando interpretó la voz sueca de Mowgli en Djungelboken. Desde 1977 trabaja en el Real Teatro Dramático (Dramaten).

## Filmografía escogida
- 1988 - Xerxes (TV)
- 1992 - Jönssonligan & den svarta diamanten
- 1993 - Polis, polis, potatismos!
- 1993 - Drömkåken
- 1994 - Jönssonligans största kupp
- 1996 - Den vita lejoninnan
- 1997 - Skärgårdsdoktorn (TV)
- 2002 - Beck - Kartellen
- 2002-2004 - Björnes magasin (TV) (como Björne)[2]